# مصر في الألعاب الأولمبية الصيفية 2020
شاركت مصر في الألعاب الأولمبية الصيفية 2020 في طوكيو والتي تأجلت من عام 2020 إلى الفترة بين 23 يوليو و8 أغسطس 2021 نتيجة لجائحة فيروس كورونا، وأنهت مشاركتها في المركز الرابع والخمسين.
شاركت مصر لأول مرة في الألعاب الأولمبية الصيفية من خلال أحمد حسنين باشا الذي مثّل مصر في في منافسات المبارزة بسلاح الشيش في أولمبياد ستوكهولم 1912. ومنذ الظهور الأولمبي الأول لمصر، شارك الرياضيون المصريون في كافة الدورات باستثناء دورات 1932 و1956 و1980، وكان غيابها عن دورة 1932 نتيجة الاضطرابات السياسية التي أدّت لحل اللجنة الأولمبية المصرية عام 1929، ثم الغياب عن دورة 1956 احتجاجًا على العدوان الثلاثي على مصر، وأخيرًا شاركت مصر في مقاطعة أولمبياد صيف عام 1980 والتي كانت جزءً من مجموعة إجراءات احتجاجية على الغزو السوفييتي لأفغانستان في ديسمبر 1979.
قبل دورة طوكيو 2020، حقّقت مصر 32 ميدالية أولمبية في تاريخ مشاركاتها من بينها سبع ميداليات ذهبية، وفي دورة طوكيو 2020، أنهت مصر مشاركتها في المركز الـ54، بميدالية ذهبية وأخرى فضية، وأربع ميداليات برونزية، لتحقق بذلك أكبر عدد من الميداليات في دورة واحدة، متفوقين بذلك على بعثة مصر في أولمبياد أثينا 2004 حين حققت 5 ميداليات. كما شهدت الدورة المشاركة النسائية المصرية الأكبر في الألعاب الأولمبية الصيفية على الإطلاق، بمشاركة 48 رياضيَّة مصرية، كأكبر عدد رياضيّات مصريات يشاركن في دورة أولمبية واحدة. كما حقّقت سيدات مصر أول ميدالية ذهبية في تاريخهن عن طريق فريال أشرف في منافسات الكاراتيه، كما حققن أكبر عدد من الميداليات في دورة واحدة بعد حصول هداية ملاك وجيانا فاروق على برونزيتين في منافسات التايكوندو والكاراتيه على الترتيب.

## حامل العلم
حمل العلم المصري في حفل الافتتاح كلًا من المسايف علاء الدين أبو القاسم الفائز بفضية أولمبياد لندن 2012، ولاعبة التايكوندو هداية ملاك والحائزة على برونزية أولمبياد ريو 2016، وأصبحت هداية بذلك هي أول لاعبة مصرية تحمل العلم في افتتاح الأولمبياد.

## الميداليات
حصلت مصر على أولى ميدالياتها في الألعاب الأولمبية الصيفية 2020 يوم 26 يوليو 2021 عن طريق لاعبة التايكوندو هداية ملاك، وذلك بعد فوزها في مباراة الميدالية البرونزية في منافسات 67 كجم. كانت هذه هي المرة الثانية التي تحقق فيها هداية الميدالية البرونزية، بعد أن حقّقت الإنجاز ذاته في دورة ريو 2016، كما أصبحت بذلك خامس رياضيّ مصري يحقق أكثر من ميدالية تاريخ الألعاب الأولمبية الصيفية بعد فريد سميكة وإبراهيم شمس وكرم جابر وعبير عبد الرحمن. وفي اليوم ذاته حقّق لاعب التايكوندو سيف عيسى الميدالية البرونزية أيضًا في منافسات 80 كجم.
| الميدالية | الاسم       | الرياضة        | الحدث                                          | التاريخ  |
| --------- | ----------- | -------------- | ---------------------------------------------- | -------- |
| ذهبية     | فريال أشرف  | الكاراتيه      | +61 كجم سيدات [الإنجليزية]                     | 7 أغسطس  |
| فضية      | أحمد الجندي | الخماسي الحديث | رجال [الإنجليزية]                              | 7 أغسطس  |
| برونزية   | هداية ملاك  | التايكوندو     | 67 كجم – سيدات [الإنجليزية]                    | 26 يوليو |
| برونزية   | سيف عيسى    | التايكوندو     | 80 كجم – رجال [الإنجليزية]                     | 26 يوليو |
| برونزية   | محمد كيشو   | المصارعة       | اليونانية الرومانية 67 كجم – رجال [الإنجليزية] | 4 أغسطس  |
| برونزية   | جيانا فاروق | الكاراتيه      | 61 كجم – سيدات [الإنجليزية]                    | 6 أغسطس  |

| الرياضة        | الأول | الثاني | الثالث | المجموع |
| الكاراتيه      | 1     | 0      | 1      | 2       |
| الخماسي الحديث | 0     | 1      | 0      | 1       |
| تايكوندو       | 0     | 0      | 2      | 2       |
| المصارعة       | 0     | 0      | 1      | 1       |
| المجموع        | 1     | 1      | 4      | 6       |

| الميداليات حسب التاريخ | الميداليات حسب التاريخ | الميداليات حسب التاريخ | الميداليات حسب التاريخ | الميداليات حسب التاريخ | الميداليات حسب التاريخ |
| ---------------------- | ---------------------- | ---------------------- | ---------------------- | ---------------------- | ---------------------- |
| التاريخ                | الأول                  | الثاني                 | الثالث                 | المجموع                |                        |
| 26 يوليو               | 0                      | 0                      | 2                      | 2                      |                        |
| 4 أغسطس                | 0                      | 0                      | 1                      | 1                      |                        |
| 6 أغسطس                | 0                      | 0                      | 1                      | 1                      |                        |
| 7 أغسطس                | 1                      | 1                      | 0                      | 2                      |                        |
| المجموع                | 1                      | 1                      | 4                      | 6                      |                        |

## الرياضات
تستعرض القائمة التالية عدد الريّاضيّين المصريين المشاركين في هذه الدورة حسب الرياضة:
| الرياضة                     | الرجال | السيدات | المجموع |
| --------------------------- | ------ | ------- | ------- |
| النبالة                     | 1      | 1       | 2       |
| السباحة الفنية              | 0      | 8       | 8       |
| ألعاب القوى                 | 4      | 0       | 4       |
| الريشة الطائرة              | 1      | 2       | 3       |
| الملاكمة                    | 2      | 0       | 2       |
| ركوب الكنو                  | 1      | 1       | 2       |
| ركوب الدراجات [الإنجليزية]  | 0      | 1       | 1       |
| الغطس [الإنجليزية]          | 1      | 1       | 2       |
| الفروسية                    | 3      | 0       | 3       |
| المبارزة                    | 8      | 5       | 13      |
| كرة القدم                   | 22     | 0       | 22      |
| الجمباز الفني               | 1      | 2       | 3       |
| الجمباز الإيقاعي            | 0      | 6       | 6       |
| الجمباز الترامبولين         | 1      | 1       | 2       |
| كرة اليد [الإنجليزية]       | 14     | 0       | 14      |
| الجودو                      | 3      | 0       | 3       |
| الكاراتيه [الإنجليزية]      | 2      | 3       | 5       |
| الخماسي الحديث [الإنجليزية] | 2      | 2       | 4       |
| التجديف                     | 1      | 0       | 1       |
| الإبحار                     | 1      | 1       | 2       |
| الرماية                     | 7      | 4       | 11      |
| السباحة [الإنجليزية]        | 3      | 1       | 4       |
| تنس الطاولة [الإنجليزية]    | 3      | 3       | 6       |
| التايكوندو                  | 2      | 2       | 4       |
| التنس                       | 1      | 1       | 2       |
| السباق الثلاثي [الإنجليزية] | 0      | 1       | 1       |
| المصارعة                    | 6      | 2       | 8       |
| المجموع                     | 90     | 48      | 138     |

## النبالة
تأهل رياضيّان مصريّان لمنافسات النبالة الفردية والفرق المختلطة بتحقيقهم للميدالية الذهبية في ألعاب عموم أفريقيا 2019 في الرباط، المغرب.
| الرياضيّ/ة/ان      | الحدث             | دور الترتيب | دور الترتيب | دور الـ64                             | دور الـ32     | دور الـ16     | ربع النهائي   | نصف النهائي   | النهائي / م.ب. | النهائي / م.ب. |
| الرياضيّ/ة/ان      | الحدث             | النتيجة     | الترتيب     | الخصم النتيجة                         | الخصم النتيجة | الخصم النتيجة | الخصم النتيجة | الخصم النتيجة | الخصم النتيجة  | الترتيب        |
| ----------------- | ----------------- | ----------- | ----------- | ------------------------------------- | ------------- | ------------- | ------------- | ------------- | -------------- | -------------- |
| رجال              |                   |             |             |                                       |               |               |               |               |                |                |
| يوسف طلبة         | فردي [الإنجليزية] | 645         | 56          | دينيس جانكن ‏ (كازاخستان) · خ 6–4      | لم يتأهل      | لم يتأهل      | لم يتأهل      | لم يتأهل      | لم يتأهل       | لم يتأهل       |
| سيدات             |                   |             |             |                                       |               |               |               |               |                |                |
| أمل آدم           | فردي [الإنجليزية] | 570         | 63          | جامغ مين هي ‏ (كوريا الجنوبية) · خ 0-6 | لم تتأهل      | لم تتأهل      | لم تتأهل      | لم تتأهل      | لم تتأهل       | لم تتأهل       |
| مختلط             |                   |             |             |                                       |               |               |               |               |                |                |
| يوسف طلبة أمل آدم | فرق [الإنجليزية]  | 1215        | 29          | ل. ي.                                 | ل. ي.         | لم يتأهلا     | لم يتأهلا     | لم يتأهلا     | لم يتأهلا      | لم يتأهلا      |

## السباحة الفنية
واستطاع منتخب السباحة الإيقاعية المصري التأهل إلى أولمبياد طوكيو بعد احتلاله أفضل مركز إفريقي في بطولة العالم 2019، حيث احتل المنتخب المصري المركز الـ17 من أصل 27 منتخبا مشاركًا في البطولة.
| الرياضيّتان/ات                                                                            | الحدث | الروتين الفني | الروتين الفني | الروتين الحر (التمهيدي) | الروتين الحر (التمهيدي) | الروتين الحر (التمهيدي) | الروتين الحر (النهائي) | الروتين الحر (النهائي) | الروتين الحر (النهائي) |
| الرياضيّتان/ات                                                                            | الحدث | النقاط        | الترتيب       | النقاط                  | المجموع (فني + حر)      | الترتيب                 | النقاط                 | المجموع (فني + حر)     | الترتيب                |
| ---------------------------------------------------------------------------------------- | ----- | ------------- | ------------- | ----------------------- | ----------------------- | ----------------------- | ---------------------- | ---------------------- | ---------------------- |
| هناء هيكل ليلى علي                                                                       | زوجي  | 77.8625       | 19            | 78.9000                 | 156.7625                | 19                      | لم تتأهلا              | لم تتأهلا              | لم تتأهلا              |
| مريم المغربي شهد سامر هناء هيكل ليلى علي نورا نبيل عزمي فريدة رضوان نهال سعفان جيداء شرف | فِرق   | 77.9147       | 8             | ل. ي.                   | ل. ي.                   | ل. ي.                   | 80.0000                | 157.9147               | 8                      |

## ألعاب القوى
حقق الرياضيّون الشروط اللازمة للمشاركة من خلال توقيت التصفيات أو بالترتيب العالمي، بحد أقصى ثلاث رياضيين في كل حدث:
أحداث الميدان
| الرياضيّ                | الحدث        | التصفيات | التصفيات | النهائي  | النهائي  |
| الرياضيّ                | الحدث        | المسافة  | الترتيب  | المسافة  | الترتيب  |
| ---------------------- | ------------ | -------- | -------- | -------- | -------- |
| رجال                   |              |          |          |          |          |
| إيهاب عبد الرحمن السيد | رمي الرمح ‏   | 81.92    | 8        | لم يتأهل | لم يتأهل |
| مصطفى الجمل            | رمي المطرقة ‏ | 72.76    | 23       | لم يتأهل | لم يتأهل |
| مصطفى عمرو حسن         | رمي الجلة    | 21.23    | 6 ت      | 20.73    | 8        |
| محمد مجدي حمزة         | رمي الجلة    | 19.82    | 25       | لم يتأهل | لم يتأهل |

## الريشة الطائرة
شارك ثلاث رياضيون مصريون (رياضيّ ورياضيّتين) وفقًا لترتيب تصفيات بي دابليو إف للتأهيل لطوكيو.
| الرياضيّ/ة/ان             | الحدث             | دور المجموعات                                                                         | دور المجموعات                                                                          | دور المجموعات                                                                   | دور المجموعات | الإقصاء       | ربع النهائي   | نصف النهائي   | النهائي / م.ب. | النهائي / م.ب. |
| الرياضيّ/ة/ان             | الحدث             | الخصم النتيجة                                                                         | الخصم النتيجة                                                                          | الخصم النتيجة                                                                   | الترتيب       | الخصم النتيجة | الخصم النتيجة | الخصم النتيجة | الخصم النتيجة  | الترتيب        |
| ------------------------ | ----------------- | ------------------------------------------------------------------------------------- | -------------------------------------------------------------------------------------- | ------------------------------------------------------------------------------- | ------------- | ------------- | ------------- | ------------- | -------------- | -------------- |
| سيدات                    |                   |                                                                                       |                                                                                        |                                                                                 |               |               |               |               |                |                |
| ضحى هاني                 | فردي [الإنجليزية] | تشين يوفي (الصين) خ (5–21, 3–21)                                                      | نيسليهان ييغيت [الإنجليزية] (تركيا) خ (5-21, 5-21)                                     | ل. ي.                                                                           | 3             | لم تتأهل      | لم تتأهل      | لم تتأهل      | لم تتأهل       | لم تتأهل       |
| ضحى هاني هادية حسني      | زوجي [الإنجليزية] | مايو ماتسوموتو [الإنجليزية] / · واكانا ناغاهارا [الإنجليزية] (اليابان) خ (7–21, 3–21) | سيلينا بييك [الإنجليزية]/ · شيريل سينين [الإنجليزية] (هولندا) خ (6–21, 10–21)          | ريتشيلهونيريتش [الإنجليزية] / · كريستين تساي [الإنجليزية] (كندا) خ (5-21, 6-21) | 4             | ل. ي.         | لم تتأهلا     | لم تتأهلا     | لم تتأهلا      | لم تتأهلا      |
| مختلط                    |                   |                                                                                       |                                                                                        |                                                                                 |               |               |               |               |                |                |
| أدهم حاتم الجمل ضحى هاني | زوجي [الإنجليزية] | هوانغ ياكيونغ [الإنجليزية] / · زهينغ سيوي [الإنجليزية] (الصين) خ (5–21, 10–21)        | تشا وو جونغ [الإنجليزية] / · تشوي سول غيو [الإنجليزية] (كوريا الجنوبية) خ (7–21, 3–21) | سيلينا بييك [الإنجليزية] / · روبن تابيلينغ [الإنجليزية] (هولندا) خ (9–21, 4–21) | 4             | ل. ي.         | لم يتأهلا     | لم يتأهلا     | لم يتأهلا      | لم يتأهلا      |

## الملاكمة
شارك ملاكمان مصريان في الدورة، يسري حافظ وعبد الرحمن عرابي، شارك الأخير في دورة ريو 2016 والحائز على الميدالية الفضية في الألعاب الأفريقية 2015، وتأهل بعد فوزه في نصف نهائي منافسات الوزن الثقيل الخفيف في دورة أفريقيا المؤهلة للأولمبياد 2020 في ديامينياديو، السنغال. أما يسري فتصدر ترتيب اللجنة الأولمبية الدولية للملاكمين المؤهّلين للمشاركة في الأولمبياد في وزن الثقيل السوبر.
| الرياضيّ          | الحدث                      | دور الـ32     | دور الـ16                                | ربع النهائي   | نصف النهائي   | النهائي       | النهائي  |
| الرياضيّ          | الحدث                      | الخصم النتيجة | الخصم النتيجة                            | الخصم النتيجة | الخصم النتيجة | الخصم النتيجة | الترتيب  |
| ---------------- | -------------------------- | ------------- | ---------------------------------------- | ------------- | ------------- | ------------- | -------- |
| رجال             |                            |               |                                          |               |               |               |          |
| عبد الرحمن عرابي | وزن ثقيل خفيف [الإنجليزية] | د. ل.         | بنيامين ويتاكر (بريطانيا العظمى) · خ 0–5 | لم يتأهل      | لم يتأهل      | لم يتأهل      | لم يتأهل |
| يسري حافظ        | وزن ثقيل سوبر [الإنجليزية] | د. ل.         | كونكاباييف (كازاخستان) · خ 0-5           | لم يتأهل      | لم يتأهل      | لم يتأهل      | لم يتأهل |

## ركوب الكنو
تأهل رياضيّ ورياضيّة مصريان للمشاركة في الألعاب الأولمبية الصيفية 2020، وذلك من خلال الألعاب الأفريقية 2019 التي أُقيمت في الرباط، المغرب.
| الرياضيّ/ة  | الحدث                    | التصفيات | التصفيات | ربع النهائي | ربع النهائي | نصف النهائي | نصف النهائي | النهائي  | النهائي  |
| الرياضيّ/ة  | الحدث                    | الوقت    | الترتيب  | الوقت       | الترتيب     | الوقت       | الترتيب     | الوقت    | الترتيب  |
| ---------- | ------------------------ | -------- | -------- | ----------- | ----------- | ----------- | ----------- | -------- | -------- |
| رجال       |                          |          |          |             |             |             |             |          |          |
| مؤمن مهران | ك–1 200 متر [الإنجليزية] | 38.850   | 5 ت      | 37.836      | 4           | لم يتأهل    | لم يتأهل    | لم يتأهل | لم يتأهل |
| سيدات      |                          |          |          |             |             |             |             |          |          |
| سماء أحمد  | ك–1 200 متر [الإنجليزية] | 47.272   | 7 ت      | 47.882      | 7           | لم تتأهل    | لم تتأهل    | لم تتأهل | لم تتأهل |
| سماء أحمد  | ك–1 500 متر [الإنجليزية] | 2:13.007 | 7 ت      | 2:06.033    | 5           | لم تتأهل    | لم تتأهل    | لم تتأهل | لم تتأهل |

## ركوب الدراجات
| الرياضيّة    | الحدث                | سباق الخدش | سباق الخدش | سباق الإيقاع | سباق الإيقاع | سباق الإقصاء | سباق الإقصاء | سباق النقاط | سباق النقاط | مجموع النقاط | الترتيب |
| الرياضيّة    | الحدث                | الترتيب    | النقاط     | الترتيب      | النقاط       | الترتيب      | النقاط       | الترتيب     | النقاط      | مجموع النقاط | الترتيب |
| ----------- | -------------------- | ---------- | ---------- | ------------ | ------------ | ------------ | ------------ | ----------- | ----------- | ------------ | ------- |
| سيدات       |                      |            |            |              |              |              |              |             |             |              |         |
| ابتسام محمد | أومنيوم [الإنجليزية] | ل. ت.      | 16         | 18           | -40          | 17           | 30           | ل. ت.       | -           | -            | 18      |

## الغطس
تأهل ثلاث رياضيّون مصريون لمنافسات الغطس في الأولمبياد بعد فوز كل منهم بالميدالية الذهبية في الفئة الخاصة به في التصفيات الأفريقية 2019 والتي أقيمت في ديربان، جنوب أفريقيا.
| الرياضيّ/ة      | الحدث                       | التمهيدي | التمهيدي | نصف النهائي | نصف النهائي | النهائي  | النهائي  |
| الرياضيّ/ة      | الحدث                       | النقاط   | الترتيب  | النقاط      | الترتيب     | النقاط   | الترتيب  |
| -------------- | --------------------------- | -------- | -------- | ----------- | ----------- | -------- | -------- |
| رجال           |                             |          |          |             |             |          |          |
| مهاب مهيمن     | 3 متر منصة قفز [الإنجليزية] | 422.75   | 12 ت     | 408.85      | 11 ت        | 393.15   | 11       |
| مهاب مهيمن     | 10 متر منصة [الإنجليزية]    | 318.55   | 23       | لم يتأهل    | لم يتأهل    | لم يتأهل | لم يتأهل |
| سيدات          |                             |          |          |             |             |          |          |
| مها عبد السلام | 10 متر منصة [الإنجليزية]    | 275.30   | 20       | لم يتأهل    | لم يتأهل    | لم يتأهل | لم يتأهل |

## الفروسية
شاركت مصر في منافسات قفز الحواجز الفروسية لأول مرة منذ دورة 1960، وذلك بعد أن حلّ الفريق المصري في أحد المركزين المتأهلين في تصفيات الاتحاد الدولي للفروسية الأولمبية عن مجموعة الشرق الأوسط وأفريقيا والتي أقيمت في الرباط، المغرب.
| الرياضيّ/الفريق                            | الحصان                                              | الحدث                           | التصفيات | التصفيات | النهائي    | النهائي    |
| الرياضيّ/الفريق                            | الحصان                                              | الحدث                           | الأخطاء  | الترتيب  | الأخطاء    | الترتيب    |
| ----------------------------------------- | --------------------------------------------------- | ------------------------------- | -------- | -------- | ---------- | ---------- |
| نائل نصار                                 | إيغور فان دي ويتمور                                 | قفز الحواجز – فردي [الإنجليزية] | 0        | =1 ت     | 13         | 24         |
| عبد القادر سعيد                           | باندت سافوي                                         | قفز الحواجز – فردي [الإنجليزية] | 15       | 62       | لم يتأهل   | لم يتأهل   |
| محمد طاهر زيادة                           | غالانثوس إس إتش كيه                                 | قفز الحواجز – فردي [الإنجليزية] | 1        | 26 ت     | 8          | 19         |
| نائل نصار عبد القادر سعيد محمد طاهر زيادة | إيغور فان دي ويتمور باندت سافوي غالانثوس إس إتش كيه | قفز الحواجز – فرق [الإنجليزية]  | 29       | 11       | لم يتأهلوا | لم يتأهلوا |

## المبارزة
شاركت مصر بفريقين من الرجال في منافسات سيف الشيش والسيف العربي، وفريق من السيدات في منافسات سيف الشيش، كون مصر هي أعلى أمم أفريقيا في تصنيف الاتحاد الدولي للمبارزة للفرق الأولمبية. وتأهلت ندى حافظ لمنافسات فردي السيف العربي كونها أعلى المبارزات تصنيفًا من أفريقيا حسب تصنيف الاتحاد الدولي للمبارزة، أما محمد السيد فقد تأهل بعد فوزه في المباراة النهائية من منافسات سيف إبيه في تصفيات أفريقيا في القاهرة.
| الرياضيّ/ون/ة/ات                                    | الحدث                        | دور الـ64     | دور الـ32 | دور الـ16 | ربع النهائي | نصف النهائي | النهائي / م.ب.                                | النهائي / م.ب.                  |
| الرياضيّ/ون/ة/ات                                    | الحدث                        | الخصم النتيجة | الخصم النتيجة | الخصم النتيجة | الخصم النتيجة | الخصم النتيجة | الخصم النتيجة                                 | الترتيب                         |
| -------------------------------------------------- | ---------------------------- | ------------- | --- | --- | --- | --- | --------------------------------------------- | ------------------------------- |
| رجال                                               |                              |               | | | | |                                               |                                 |
| محمد السيد                                         | فردي – سيف إبيه ‏             | د. ل.         | يانيك بوريل (فرنسا) · ف 15–11 | Lan Mh (الصين) · ف 15–9 | Reizlin (أوكرانيا) · خ 13–15 | لم يتأهل | لم يتأهل                                      | لم يتأهل                        |
| علاء الدين أبو القاسم                              | فردي – سيف الشيش ‏            | د. ل.         | Kleibrink (ألمانيا) · ف 15–11 | [[ملف:خطأ لوا في وحدة:Country_alias على السطر 165: Invalid country alias: OCR.\|22x20px\|حدود\|alt=\|link=]] فلاديسلاف ميلنيكوف ‏ ([[خطأ لوا في وحدة:Country_alias على السطر 165: Invalid country alias: OCR. في الألعاب الأولمبية الصيفية 2020\|خطأ لوا في وحدة:Country_alias على السطر 165: Invalid country alias: OCR.]]) ف 15–12 | Shikine (اليابان) · خ 13–15 | لم يتأهل | لم يتأهل                                      | لم يتأهل                        |
| محمد حمزة                                          | فردي – سيف الشيش ‏            | د. ل.         | Mepstead (بريطانيا العظمى) · ف 15–13 | Cassarà (إيطاليا) · ف 15–13 | Choupenitch (جمهورية التشيك) · خ 9–15 | لم يتأهل | لم يتأهل                                      | لم يتأهل                        |
| محمد حسن                                           | فردي – سيف الشيش ‏            | د. ل.         | دانييل جاروزو (إيطاليا) · خ 6–15 | لم يتأهل | لم يتأهل | لم يتأهل | لم يتأهل                                      | لم يتأهل                        |
| علاء الدين أبو القاسم محمد حمزة محمد حسن يوسف سناء | فرق – سيف الشيش ‏             | ل. ي.         | ل. ي. | ل. ي. | فرنسا (فرنسا) · خ 34–45 | المراكز 5-8 · إيطاليا (إيطاليا) · خ 45-30 | المراكز 7-8 · هونغ كونغ (هونغ كونغ) · خ 45-21 | الثامن                          |
| محمد عامر                                          | فردي – السيف العربي ‏         | د. ل.         | داريل هومر (الولايات المتحدة) · ف 15–11 | Oh S-u (كوريا الجنوبية) · خ 9–15 | لم يتأهل | لم يتأهل | لم يتأهل                                      | لم يتأهل                        |
| زياد السيسي                                        | فردي – السيف العربي ‏         | د. ل.         | [[ملف:خطأ لوا في وحدة:Country_alias على السطر 165: Invalid country alias: OCR.\|22x20px\|حدود\|alt=\|link=]] Reshetnikov ([[خطأ لوا في وحدة:Country_alias على السطر 165: Invalid country alias: OCR. في الألعاب الأولمبية الصيفية 2020\|خطأ لوا في وحدة:Country_alias على السطر 165: Invalid country alias: OCR.]]) ف 15–13 | Bazadze (جورجيا) · خ 12–15 | لم يتأهل | لم يتأهل | لم يتأهل                                      | لم يتأهل                        |
| مهاب سمير                                          | فردي – السيف العربي ‏         | د. ل.         | Bazadze (جورجيا) · خ 10–15 | لم يتأهل | لم يتأهل | لم يتأهل | لم يتأهل                                      | لم يتأهل                        |
| محمد عامر زياد السيسي مدحت معتز مهاب سمير          | فرق – السيف العربي ‏          | ل. ي.         | ل. ي. | اليابان (اليابان) · ف 45-32 | كوريا الجنوبية (كوريا الجنوبية) · خ 39–45 | المراكز 5-8 [[ملف:خطأ لوا في وحدة:Country_alias على السطر 165: Invalid country alias: OCR.\|22x20px\|حدود\|alt=\|link=]] ROC ([[خطأ لوا في وحدة:Country_alias على السطر 165: Invalid country alias: OCR. في الألعاب الأولمبية الصيفية 2020\|خطأ لوا في وحدة:Country_alias على السطر 165: Invalid country alias: OCR.]]) ف 45-41 | المراكز 5-6 · إيران (إيران) · ف 45-41         | الخامس                          |
| سيدات                                              |                              |               | | | | |                                               |                                 |
| يارا الشرقاوي                                      | فردي – سيف الشيش             | د. ل.         | أريانا إريغو [الإنجليزية] (إيطاليا) خ 2–15 | لم تتأهل | لم تتأهل | لم تتأهل | لم تتأهل                                      | لم تتأهل                        |
| نهى هاني                                           | فردي – سيف الشيش             | د. ل.         | تشين كينغيوان [الإنجليزية] (الصين) خ 6–15 | لم تتأهل | لم تتأهل | لم تتأهل | لم تتأهل                                      | لم تتأهل                        |
| نورا محمد                                          | فردي – سيف الشيش             | د. ل.         | يوكا أوينو [الإنجليزية] (اليابان) خ 5–15 | لم تتأهل | لم تتأهل | لم تتأهل | لم تتأهل                                      | لم تتأهل                        |
| يارا الشرقاوي نهى هاني نورا محمد مريم الزهيري      | فرق – سيف الشيش [الإنجليزية] | ل. ي.         | ل. ي. | ل. ي. | [[ملف:خطأ لوا في وحدة:Country_alias على السطر 165: Invalid country alias: OCR.\|22x20px\|حدود\|alt=\|link=\|خطأ لوا في وحدة:Country_alias على السطر 165: Invalid country alias: OCR.]] [[خطأ لوا في وحدة:Country_alias على السطر 165: Invalid country alias: OCR. في الألعاب الأولمبية الصيفية 2020\|خطأ لوا في وحدة:Country_alias على السطر 165: Invalid country alias: OCR.]] (OCR) خ 21–45 | المراكز 5–8 اليابان (JPN) خ 45–27 | المراكز 7–8 المجر (HUN) خ 45–28               | المراكز 7–8 المجر (HUN) خ 45–28 |
| ندى حافظ                                           | فردي – السيف العربي ‏         | د. ل.         | كيم جي يون (كوريا الجنوبية) خ 4–15 | لم تتأهل | لم تتأهل | لم تتأهل | لم تتأهل                                      | لم تتأهل                        |

## كرة القدم
تأهل منتخب مصر لكرة القدم للمشاركة في الألعاب الأولمبية الصيفية 2020 بالتأهل للمباراة النهائية في كأس الأمم الأفريقية تحت 23 سنة 2019، ليشاركوا مجددًا في الأولمبياد بعد غياب ثمان سنوات.
| الفريق | دور المجموعات   | دور المجموعات     | دور المجموعات    | دور المجموعات | ربع النهائي      | نصف النهائي   | النهائي / م .ب. | النهائي / م .ب. |
| الفريق | الخصم النتيجة   | الخصم النتيجة     | الخصم النتيجة    | الترتيب       | الخصم النتيجة    | الخصم النتيجة | الخصم النتيجة   | الترتيب         |
| ------ | --------------- | ----------------- | ---------------- | ------------- | ---------------- | ------------- | --------------- | --------------- |
| رجال   |                 |                   |                  |               |                  |               |                 |                 |
| مصر    | إسبانيا · ت 0–0 | الأرجنتين · خ 0–1 | أستراليا · ف 2–0 | 2 تأهل        | البرازيل · خ 0-1 | لم يتأهل      | لم يتأهل        | لم يتأهل        |

أعلنت قائمة منتخب مصر تحت 23 سنة لكرة القدم المكوّنة من 22 لاعبًا يوم 2 يوليو 2021.
| قائمة منتخب مصر الأولمبي لكرة القدم                                                          | قائمة منتخب مصر الأولمبي لكرة القدم | قائمة منتخب مصر الأولمبي لكرة القدم | قائمة منتخب مصر الأولمبي لكرة القدم | قائمة منتخب مصر الأولمبي لكرة القدم  | قائمة منتخب مصر الأولمبي لكرة القدم | قائمة منتخب مصر الأولمبي لكرة القدم | قائمة منتخب مصر الأولمبي لكرة القدم | قائمة منتخب مصر الأولمبي لكرة القدم | قائمة منتخب مصر الأولمبي لكرة القدم | قائمة منتخب مصر الأولمبي لكرة القدم | قائمة منتخب مصر الأولمبي لكرة القدم | قائمة منتخب مصر الأولمبي لكرة القدم |
| رقم                                                                                          | مركز                                | الرياضيّ                             | الطول (سم)                          | تاريخ الميلاد (العمر عند أول مباراة) | النادي                              | دقائق اللعب حسب المباراة            | دقائق اللعب حسب المباراة            | دقائق اللعب حسب المباراة            | دقائق اللعب حسب المباراة            | الأهداف                             | صناعة الأهداف                       | استقبال الأهداف                     |
| رقم                                                                                          | مركز                                | الرياضيّ                             | الطول (سم)                          | تاريخ الميلاد (العمر عند أول مباراة) | النادي                              | [ 178 ]                             | [ 179 ]                             | [ 180 ]                             | [ 182 ]                             | الأهداف                             | صناعة الأهداف                       | استقبال الأهداف                     |
| -------------------------------------------------------------------------------------------- | ----------------------------------- | ----------------------------------- | ----------------------------------- | ------------------------------------ | ----------------------------------- | ----------------------------------- | ----------------------------------- | ----------------------------------- | ----------------------------------- | ----------------------------------- | ----------------------------------- | ----------------------------------- |
| 1                                                                                            | حارس مرمى                           | محمد الشناوي*                       | 191                                 | 18 ديسمبر 1988 (العمر 32)            | الأهلي                              | 90                                  | 90                                  | 90                                  | 90                                  | -                                   | -                                   | 2                                   |
| 2                                                                                            | لاعب وسط                            | عمار حمدي                           | 168                                 | 26 نوفمبر 1999 (العمر 21)            | الاتحاد السكندري                    | 27                                  | 60                                  | 30                                  | 84                                  | 1                                   | -                                   | -                                   |
| 3                                                                                            | لاعب وسط                            | كريم فؤاد                           | 175                                 | 1 أكتوبر 1999 (العمر 20)             | إنبي                                | 1                                   | 45                                  | -                                   | -                                   | -                                   | -                                   | -                                   |
| 4                                                                                            | مدافع                               | أسامة جلال                          | 184                                 | 17 سبتمبر 1997 (العمر 23)            | بيراميدز                            | 90                                  | 79                                  | 90                                  | 90                                  | -                                   | -                                   | -                                   |
| 5                                                                                            | مدافع                               | محمد عبد السلام                     | 177                                 | 1 أكتوبر 1997 (العمر 23)             | الزمالك                             | -                                   | -                                   | -                                   | -                                   | -                                   | -                                   | -                                   |
| 6                                                                                            | مدافع                               | أحمد حجازي*                         | 193                                 | 25 يناير 1991 (العمر 30)             | الاتحاد                             | 90                                  | 90                                  | 90                                  | 90                                  | -                                   | -                                   | -                                   |
| 7                                                                                            | مهاجم                               | صلاح محسن                           | 183                                 | 1 سبتمبر 1998 (العمر 22)             | الأهلي                              | 27                                  | 60                                  | 60                                  | 28                                  | -                                   | -                                   | -                                   |
| 8                                                                                            | لاعب وسط                            | ناصر ماهر                           | 177                                 | 8 فبراير 1997 (العمر 24)             | الأهلي                              | -                                   | 11                                  | 1                                   | 6                                   | -                                   | -                                   | -                                   |
| 9                                                                                            | مهاجم                               | طاهر محمد طاهر                      | 186                                 | 7 مارس 1997 (العمر 24)               | الأهلي                              | 63                                  | 30                                  | 78                                  | 84                                  | -                                   | -                                   | -                                   |
| 10                                                                                           | مهاجم                               | رمضان صبحي                          | 189                                 | 23 يناير 1997 (العمر 24)             | بيراميدز                            | 89                                  | 90                                  | 89                                  | 90                                  | -                                   | 1                                   | -                                   |
| 11                                                                                           | مهاجم                               | إبراهيم عادل                        | 178                                 | 23 أبريل 2001 (العمر 20)             | بيراميدز                            | 27                                  | 30                                  | 12                                  | -                                   | -                                   | -                                   | -                                   |
| 12                                                                                           | لاعب وسط                            | أكرم توفيق                          | 177                                 | 8 نوفمبر 1997 (العمر 23)             | الأهلي                              | 90                                  | 90                                  | 89                                  | 90                                  | -                                   | -                                   | -                                   |
| 13                                                                                           | لاعب وسط                            | كريم العراقي                        | 173                                 | 29 نوفمبر 1997 (العمر 22)            | المصري                              | 89                                  | 45                                  | 90                                  | 62                                  | -                                   | -                                   | -                                   |
| 14                                                                                           | مهاجم                               | أحمد ياسر ريان                      | 190                                 | 24 يناير 1998 (العمر 23)             | سيراميكا كليوباترا                  | 63                                  | 90                                  | 78                                  | 62                                  | 1                                   | -                                   | -                                   |
| 15                                                                                           | لاعب وسط                            | إمام عاشور                          | 181                                 | 20 فبراير 1998 (العمر 23)            | الزمالك                             | 63                                  | -                                   | 1                                   | 28                                  | -                                   | -                                   | -                                   |
| 16                                                                                           | حارس مرمى                           | محمود جاد                           | 187                                 | 1 أكتوبر 1998 (العمر 22)             | إنبي                                | -                                   | -                                   | -                                   | -                                   | -                                   | -                                   | -                                   |
| 17                                                                                           | مدافع                               | أحمد رمضان بيكهام                   | 186                                 | 23 مارس 1997 (العمر 24)              | الأهلي                              | 1                                   | -                                   | -                                   | -                                   | -                                   | -                                   | -                                   |
| 18                                                                                           | مدافع                               | محمود حمدي الونش*                   | 180                                 | 1 يونيو 1995 (العمر 26)              | الزمالك                             | 90                                  | 90                                  | 90                                  | 90                                  | -                                   | -                                   | -                                   |
| 19                                                                                           | مهاجم                               | عبد الرحمن مجدي                     | 188                                 | 12 سبتمبر 1997 (العمر 23)            | الإسماعيلي                          | -                                   | -                                   | -                                   | -                                   | -                                   | -                                   | -                                   |
| 20                                                                                           | لاعب وسط                            | أحمد أبو الفتوح                     | 177                                 | 22 مارس 1998 (العمر 22)              | الزمالك                             | 90                                  | 90                                  | 90                                  | 90                                  | -                                   | -                                   | -                                   |
| 21                                                                                           | مهاجم                               | ناصر منسي                           | 183                                 | 16 نوفمبر 1997 (العمر 23)            | طلائع الجيش                         | -                                   | -                                   | 12                                  | 6                                   | -                                   | -                                   | -                                   |
| 22                                                                                           | حارس مرمى                           | محمد صبحي                           | 183                                 | 15 يوليو 1999 (العمر 22)             | الاتحاد السكندري                    | -                                   | -                                   | -                                   | -                                   | -                                   | -                                   | -                                   |
| المدرب: شوقي غريب المدرب المساعد: أسامة عبد الكريم المدرب المساعد: معتمد جمال *لاعب فوق السن |                                     |                                     |                                     |                                      |                                     |                                     |                                     |                                     |                                     |                                     |                                     |                                     |

## الجمباز

### الفني
شاركت مصر في مسابقة الجمباز بثلاث رياضين، فقد حجزت ماندي محمد موقعًا لها في منافسات الجمباز الفني الفردي العام من خلال بطولة العالم للجمباز الفني 2019 والتي أقيمت في مدينة شتوتغارت الألمانية.
وقد استطاع كل من عمر محمد وزينة ابراهيم من التأهل بعد تحقيقهم للمركز الأول في بطولة إفريقيا للجمباز الفني عام 2021 والتي أُقيمت في القاهرة.
| الرياضيّ/ة | الحدث     | التصفيات | التصفيات | التصفيات | التصفيات | التصفيات | التصفيات | التصفيات | التصفيات | النهائي  | النهائي  | النهائي  | النهائي  | النهائي  | النهائي  | النهائي  | النهائي  |
| الرياضيّ/ة | الحدث     | الوضع    | الوضع    | الوضع    | الوضع    | الوضع    | الوضع    | المجموع  | الترتيب  | الوضع    | الوضع    | الوضع    | الوضع    | الوضع    | الوضع    | المجموع  | الترتيب  |
| الرياضيّ/ة | الحدث     | F        | PH       | R        | V        | PB       | HB       | المجموع  | الترتيب  | F        | PH       | R        | V        | PB       | HB       | المجموع  | الترتيب  |
| --------- | --------- | -------- | -------- | -------- | -------- | -------- | -------- | -------- | -------- | -------- | -------- | -------- | -------- | -------- | -------- | -------- | -------- |
| رجال      |           |          |          |          |          |          |          |          |          |          |          |          |          |          |          |          |          |
| عمر محمد  | فردي عام ‏ | 13.233   | 13.000   | 12.500   | 13.800   | 13.300   | 13.033   | 78.866   | 51       | لم يتأهل | لم يتأهل | لم يتأهل | لم يتأهل | لم يتأهل | لم يتأهل | لم يتأهل | لم يتأهل |

| الرياضيّ/ة        | الحدث                                                             | التصفيات | التصفيات | التصفيات | التصفيات | التصفيات | التصفيات | النهائي  | النهائي  | النهائي  | النهائي  | النهائي  | النهائي  |
| الرياضيّ/ة        | الحدث                                                             | الوضع    | الوضع    | الوضع    | الوضع    | المجموع  | الترتيب  | الوضع    | الوضع    | الوضع    | الوضع    | المجموع  | الترتيب  |
| الرياضيّ/ة        | الحدث                                                             | F        | V        | UB       | BB       | المجموع  | الترتيب  | F        | V        | UB       | BB       | المجموع  | الترتيب  |
| ---------------- | ----------------------------------------------------------------- | -------- | -------- | -------- | -------- | -------- | -------- | -------- | -------- | -------- | -------- | -------- | -------- |
| سيدات            |                                                                   |          |          |          |          |          |          |          |          |          |          |          |          |
| زينة إبراهيم شرف | الجمباز في الألعاب الأولمبية الصيفية 2020 – فردي فني شامل للسيدات | 13.200   | 12.500   | 11.866   | 11.700   | 49.266   | 64       | لم تتأهل | لم تتأهل | لم تتأهل | لم تتأهل | لم تتأهل | لم تتأهل |
| ماندي محمد       | الجمباز في الألعاب الأولمبية الصيفية 2020 – فردي فني شامل للسيدات | 13.233   | 11.033   | 11.200   | 12.833   | 48.866   | 67       | لم تتأهل | لم تتأهل | لم تتأهل | لم تتأهل | لم تتأهل | لم تتأهل |

### الإيقاعي
تأهلت مصر للأولمبياد في الجمباز الإيقاعي من خلال الفوز بذهبية الفردي والمجموعات في البطولة الأفريقية 2020 في شرم الشيخ.
| الرياضيّة    | الحدث | التصفيات | التصفيات | التصفيات | التصفيات | التصفيات | التصفيات | النهائي  | النهائي  | النهائي  | النهائي  | النهائي  | النهائي  |
| الرياضيّة    | الحدث | الحلقة   | الكرة    | الهراوات | الشريطة  | المجموع  | الترتيب  | الحلقة   | الكرة    | الهراوات | الشريطة  | المجموع  | الترتيب  |
| ----------- | ----- | -------- | -------- | -------- | -------- | -------- | -------- | -------- | -------- | -------- | -------- | -------- | -------- |
| حبيبة مرزوق | فردي  | 21.700   | 22.150   | 21.100   | 8.400    | 73.350   | 25       | لم تتأهل | لم تتأهل | لم تتأهل | لم تتأهل | لم تتأهل | لم تتأهل |

| لجين إسلام بولينا فودة سلمى صالح ملك سليم تيا صبحي | مجموعات | 36.300 | 33.050 | 69.350 | 13 | لم يتأهلن | لم يتأهلن | لم يتأهلن | لم يتأهلن | لم يتأهلن | لم يتأهلن |

### الترامبولين
تأهل رياضيّ ورياضيّة لمنافسات الترامبولين من خلال بطولة أفريقيا 2021 في القاهرة.
| الرياضيّ/ة | التصفيات | التصفيات | النهائي  | النهائي  |
| الرياضيّ/ة | النتيجة  | الترتيب  | النتيجة  | الترتيب  |
| --------- | -------- | -------- | -------- | -------- |
| رجال      |          |          |          |          |
| سيف شريف  | 96.190   | 10       | لم يتأهل | لم يتأهل |
| سيدات     |          |          |          |          |
| ملك حمزة  | 94.720   | 9        | لم تتأهل | لم تتأهل |

## كرة اليد
تأهل منتخب مصر لكرة اليد للمشاركة في أولمبياد طوكيو بعدما توج بلقب كأس الأمم الإفريقية للمرة السابعة في تاريخه، وذلك عقب فوزه على نظيره التونسي في المباراة النهائية بصالة رادس في العاصمة تونس.
ضمن المنتخب المصري تأهله لربع نهائي منافسات كرة اليد بعد فوزه في المباراة الرابعة من أصل خمسة من دور المجموعات أمام السويد، وهي ثالث مرة يتأهل فيها المنتخب لربع النهائي بعدما حقق الأمر ذاته في دورتي أتلانتا 1996 وسيدني 2000. وفي الدور ربع النهائي، تواجه منتخب مصر مع منتخب ألمانيا الذي لم تتغلب عليه أولمبيًا منذ دورة سيدني 2000، وحققت مصر الفوز في المباراة، لتتأهل لأول مرة في تاريخها الأولمبي للدور نصف النهائي، وتكون بذلك أيضًا أول فريق عربي وأفريقي يبلغ الدور ذاته، وأول فريق غير أوروبي يتأهل لنصف النهائي منذ دورة سيؤول 1988.
| الفريق            | دور المجموعات      | دور المجموعات      | دور المجموعات     | دور المجموعات    | دور المجموعات     | دور المجموعات | ربع النهائي       | نصف النهائي     | النهائي / م.ب.    | النهائي / م.ب. |
| الفريق            | الخصم النتيجة      | الخصم النتيجة      | الخصم النتيجة     | الخصم النتيجة    | الخصم النتيجة     | الترتيب       | الخصم النتيجة     | الخصم النتيجة   | الخصم النتيجة     | الترتيب        |
| ----------------- | ------------------ | ------------------ | ----------------- | ---------------- | ----------------- | ------------- | ----------------- | --------------- | ----------------- | -------------- |
| رجال [الإنجليزية] |                    |                    |                   |                  |                   |               |                   |                 |                   |                |
| مصر               | البرتغال · ف 37–31 | الدنمارك · خ 32–27 | اليابان · ف 33–29 | السويد · ف 27–22 | البحرين · ف 30-20 | 2 تأهل        | ألمانيا · ف 31-26 | فرنسا · خ 23-27 | إسبانيا · خ 31-33 | 4              |

### التشكيل
أعلن التشكيل يوم 12 يوليو 2021.
| قائمة منتخب مصر لكرة اليد للرجال                          | قائمة منتخب مصر لكرة اليد للرجال | قائمة منتخب مصر لكرة اليد للرجال | قائمة منتخب مصر لكرة اليد للرجال | قائمة منتخب مصر لكرة اليد للرجال     | قائمة منتخب مصر لكرة اليد للرجال | قائمة منتخب مصر لكرة اليد للرجال | قائمة منتخب مصر لكرة اليد للرجال | قائمة منتخب مصر لكرة اليد للرجال | قائمة منتخب مصر لكرة اليد للرجال | قائمة منتخب مصر لكرة اليد للرجال | قائمة منتخب مصر لكرة اليد للرجال | قائمة منتخب مصر لكرة اليد للرجال | قائمة منتخب مصر لكرة اليد للرجال |
| رقم                                                       | مركز                             | الرياضيّ                          | الطول (سم)                       | تاريخ الميلاد (العمر عند أول مباراة) | النادي                           | النقاط / التصديات حسب المباراة   | النقاط / التصديات حسب المباراة   | النقاط / التصديات حسب المباراة   | النقاط / التصديات حسب المباراة   | النقاط / التصديات حسب المباراة   | النقاط / التصديات حسب المباراة   | النقاط / التصديات حسب المباراة   | النقاط / التصديات حسب المباراة   |
| رقم                                                       | مركز                             | الرياضيّ                          | الطول (سم)                       | تاريخ الميلاد (العمر عند أول مباراة) | النادي                           | [ 236 ]                          | [ 237 ]                          | [ 238 ]                          | [ 239 ]                          | [ 240 ]                          | [ 242 ]                          | [ 243 ]                          | [ 244 ]                          |
| --------------------------------------------------------- | -------------------------------- | -------------------------------- | -------------------------------- | ------------------------------------ | -------------------------------- | -------------------------------- | -------------------------------- | -------------------------------- | -------------------------------- | -------------------------------- | -------------------------------- | -------------------------------- | -------------------------------- |
| 5                                                         | RB                               | يحيى عمر                         | 194                              | 9 سبتمبر 1997 (العمر 23)             | فيسبرم                           | 6                                | 2                                | 7                                | 5                                | 2                                | 5                                | 5                                | 6                                |
| 15                                                        | LB                               | أحمد هشام                        | 191                              | 15 مايو 2000 (العمر 21)              | يو إس إيه إم نيم جارد            | 7                                | 6                                | 3                                | 4                                | 2                                | 3                                | 2                                | 1                                |
| 24                                                        | P                                | إبراهيم المصري                   | 192                              | 11 مارس 1989 (العمر 32)              | الأهلي                           | 0                                | 1                                | 0                                | 0                                | 0                                | 0                                | 0                                | 0                                |
| 31                                                        | LW                               | عمر الوكيل                       | 174                              | 14 مايو 1988 (العمر 33)              | الزمالك                          | 1                                | 1                                | 5                                | 1                                | 4                                | 3                                | 2                                | 3                                |
| 39                                                        | LB                               | يحيي الدرع                       | 192                              | 17 يوليو 1995 (العمر 26)             | الزمالك                          | 2                                | 5                                | 2                                | 3                                | 2                                | 4                                | 2                                | 2                                |
| 42                                                        | LB                               | حسن قداح                         | 205                              | 1 مايو 2000 (العمر 21)               | الزمالك                          | 1                                | 2                                | 0                                | 0                                | 2                                | 0                                | 0                                | 4                                |
| 45                                                        | CB                               | سيف الدرع                        | 187                              | 19 سبتمبر 1998 (العمر 22)            | الزمالك                          | 1                                | 1                                | 1                                | 0                                | 4                                | 0                                | 0                                | 0                                |
| 66                                                        | RB                               | أحمد الأحمر                      | 186                              | 27 يناير 1984 (العمر 37)             | الزمالك                          | 6                                | 1                                | 8                                | 1                                | 5                                | 3                                | 5                                | 7                                |
| 80                                                        | P                                | أحمد مصيلحي                      | 184                              | 25 نوفمبر 1994 (العمر 26)            | الأهلي                           | 1                                | 0                                | 0                                | 2                                | 4                                | 2                                | 0                                | 0                                |
| 88                                                        | GK                               | كريم هنداوي                      | 188                              | 1 مايو 1988 (العمر 33)               | آر كيه يوروفارم بليستر ‏          | 5/26                             | 5/28                             | -                                | 17/38                            | -                                | 18/44                            | 5/23                             | 7/21                             |
| 89                                                        | P                                | محمد ممدوح هاشم                  | 194                              | 1 أبريل 1989 (العمر 32)              | دينامو بوخارست                   | 3                                | 3                                | 2                                | 2                                | 0                                | 2                                | 2                                | 7                                |
| 90                                                        | LB                               | علي زين                          | 193                              | 14 ديسمبر 1990 (العمر 30)            | برشلونة                          | 5                                | 0                                | 2                                | 3                                | 1                                | 5                                | 4                                | 0                                |
| 91                                                        | RW                               | محمد سند                         | 188                              | 16 يناير 1991 (العمر 30)             | يو إس إيه إم نيم جارد            | 4                                | 5                                | 2                                | 6                                | 3                                | 4                                | 1                                | 1                                |
| 96                                                        | GK                               | محمد عصام الطيار                 | 191                              | 7 أبريل 1996 (العمر 25)              | الأهلي                           | 9/19                             | 0/9                              | 10/39                            | -                                | 15/35                            | -                                | 3/12                             | 4/20                             |
| المدرب: روبرتو غارسيا باروندو المدرب المساعد: فينيو لوسرت |                                  |                                  |                                  |                                      |                                  |                                  |                                  |                                  |                                  |                                  |                                  |                                  |                                  |

## الجودو
| الرياضيّ          | الحدث                 | دور الـ64     | دور الـ32                      | دور الـ16                         | ربع النهائي   | نصف النهائي   | الترضية       | النهائي / م.ب. | النهائي / م.ب. |
| الرياضيّ          | الحدث                 | الخصم النتيجة | الخصم النتيجة                  | الخصم النتيجة                     | الخصم النتيجة | الخصم النتيجة | الخصم النتيجة | الخصم النتيجة  | الترتيب        |
| ---------------- | --------------------- | ------------- | ------------------------------ | --------------------------------- | ------------- | ------------- | ------------- | -------------- | -------------- |
| رجال             |                       |               |                                |                                   |               |               |               |                |                |
| محمد عبد الموجود | −66 كجم [الإنجليزية]  | ل. ي.         | Cargnin (البرازيل) · خ 001–101 | لم يتأهل                          | لم يتأهل      | لم يتأهل      | لم يتأهل      | لم يتأهل       | لم يتأهل       |
| محمد عبد العال   | −81 كجم [الإنجليزية]  | د. ل.         | Ungvári (المجر) · ف 100–000    | Parlati (إيطاليا) · خ 000–011     | لم يتأهل      | لم يتأهل      | لم يتأهل      | لم يتأهل       | لم يتأهل       |
| رمضان درويش      | −100 كجم [الإنجليزية] | ل. ي.         | Shah (باكستان) · ف 010–000     | Liparteliani (جورجيا) · خ 000–010 | لم يتأهل      | لم يتأهل      | لم يتأهل      | لم يتأهل       | لم يتأهل       |

## الكاراتيه
شارك خمس لاعبو كاراتيه من مصر في أول ظهور للعبة في الأولمبياد. تأهل علي الصاوي وجيانا لطفي مباشرة للأولمبياد بعد أن حلّا في المراكز الأربعة الأولى في التصنيف الأولمبي للاتحاد الدولي للكاراتيه. أما فريال أشرف فقد حلّت بين الثلاثة الأوئل في تصفيات العالم عام 2021 في باريس، فرنسا لتحجز مقعدًا إضافيًا لمصر. أما عبد الله عبد العزيز ورضوى سيد فقد تأهلا بتصدرهم للتصنيف الأولمبي للاتحاد الدولي للكاراتيه عن قارة أفريقيا في فئتيهما.
| كوميت               | كوميت                | كوميت                                             | كوميت                                            | كوميت                                     | كوميت                                        | كوميت         | كوميت                                           | كوميت                              | كوميت    |
| الرياضيّ/ة           | الحدث                | دور المجموعات                                     | دور المجموعات                                    | دور المجموعات                             | دور المجموعات                                | دور المجموعات | نصف النهائي                                     | النهائي                            | النهائي  |
| الرياضيّ/ة           | الحدث                | الخصم النتيجة                                     | الخصم النتيجة                                    | الخصم النتيجة                             | الخصم النتيجة                                | الترتيب       | الخصم النتيجة                                   | الخصم النتيجة                      | الترتيب  |
| ------------------- | -------------------- | ------------------------------------------------- | ------------------------------------------------ | ----------------------------------------- | -------------------------------------------- | ------------- | ----------------------------------------------- | ---------------------------------- | -------- |
| رجال                |                      |                                                   |                                                  |                                           |                                              |               |                                                 |                                    |          |
| علي الصاوي          | –67 كجم [الإنجليزية] | Sago (اليابان) · خ 3–4                            | Şamdan (تركيا) · خ 1–4                           | Farzaliyev (أذربيجان) · ف 1–0             | Assadilov (كازاخستان) · خ 1–3                | 3             | لم يتأهل                                        | لم يتأهل                           | لم يتأهل |
| عبد الله عبد العزيز | –75 كجم [الإنجليزية] | Hárspataki (المجر) · خ 2–2+                       | كين نيشيمورا ‏ (اليابان) · خ 7–8                  | Scott (الولايات المتحدة) · خ 1–3          | Horuna (أوكرانيا) · ف 4–1                    | 5             | لم يتأهل                                        | لم يتأهل                           | لم يتأهل |
| سيدات               |                      |                                                   |                                                  |                                           |                                              |               |                                                 |                                    |          |
| رضوى سيد            | –55 كجم [الإنجليزية] | مولدير زهانغبيرباي [الإنجليزية] (كازاخستان) خ 2–7 | أنزهيليكا تيرليوغا [الإنجليزية] (أوكرانيا) خ 0–1 | ميهو مياهارا [الإنجليزية] (اليابان) ف 5–3 | بيتينا بلانك (النمسا) خ 6–7                  | 5             | لم تتأهل                                        | لم تتأهل                           | لم تتأهل |
| جيانا فاروق         | –61 كجم [الإنجليزية] | أليكساندرا غراندي [الإنجليزية] (بيرو) ف 2–0       | أنيتا سيروغينا [الإنجليزية] (أوكرانيا) ف 2–1     | ابتسام ساديني (المغرب) ف 5–0              | جوفانا بريكوفيتش [الإنجليزية] (صربيا) خ 1–1+ | 2 ت           | يين تشياويان [الإنجليزية] (الصين) خ 1–1+        | لم تتأهل                           | الثالث   |
| فريال أشرف          | +61 كجم [الإنجليزية] | غونغ لي ‏ (الصين) · ف 4–0                          | ايلينا كيريسي ‏ (سويسرا) · ف 3+S–3                | حميدة عباسعلي ‏ (إيران) · خ 7–9            | لمياء معطوب (الجزائر) · ت 0–0                | 1 ت           | صوفيا بيرولتسيفا [الإنجليزية] (كازاخستان) ف 5–4 | إيرينا زاريتسكا (أذربيجان) · ف 2–0 | الأول    |

## الخماسي الحديث

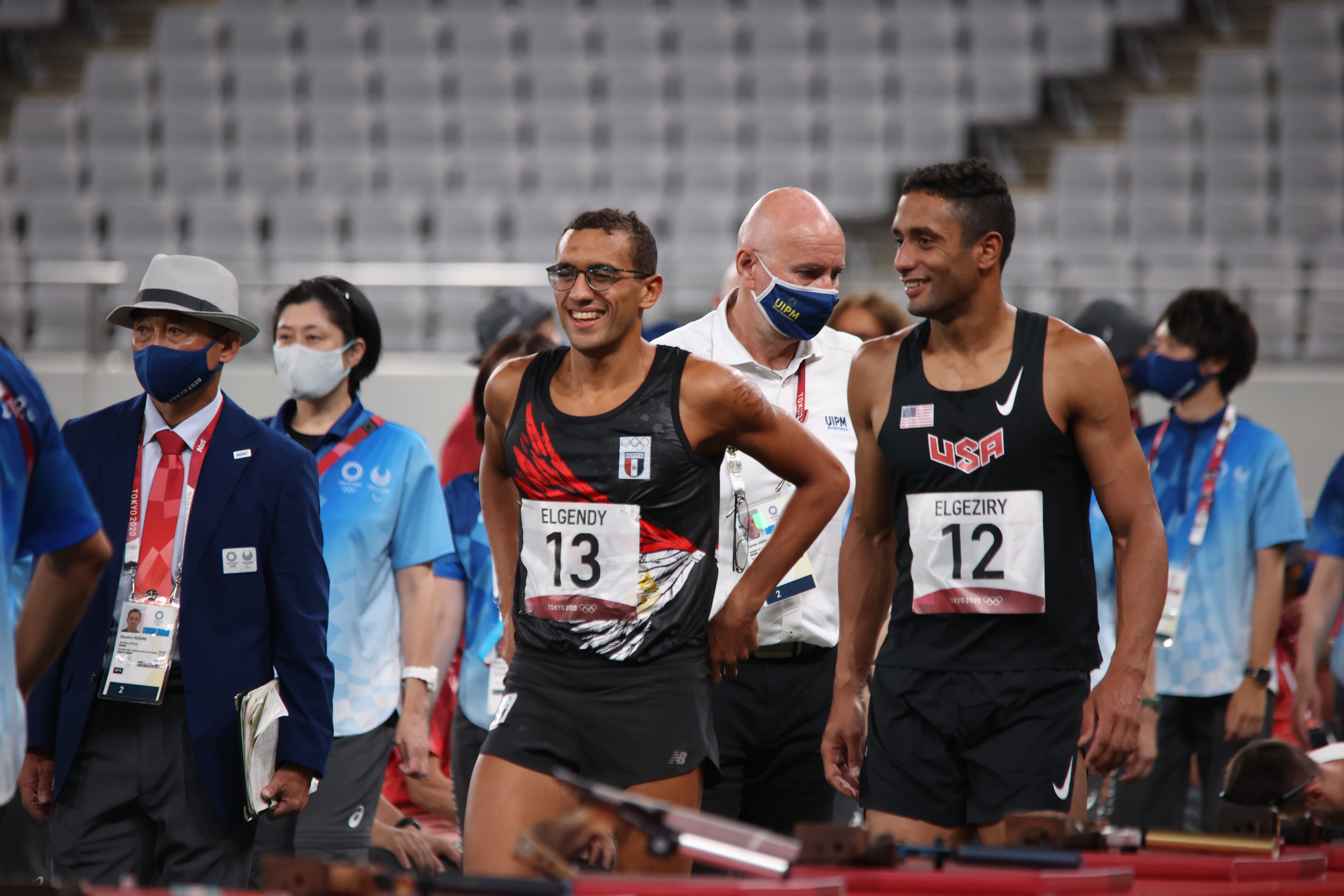
أحمد الجندي (بالرقم 13) في منافسات الخماسي الحديث.

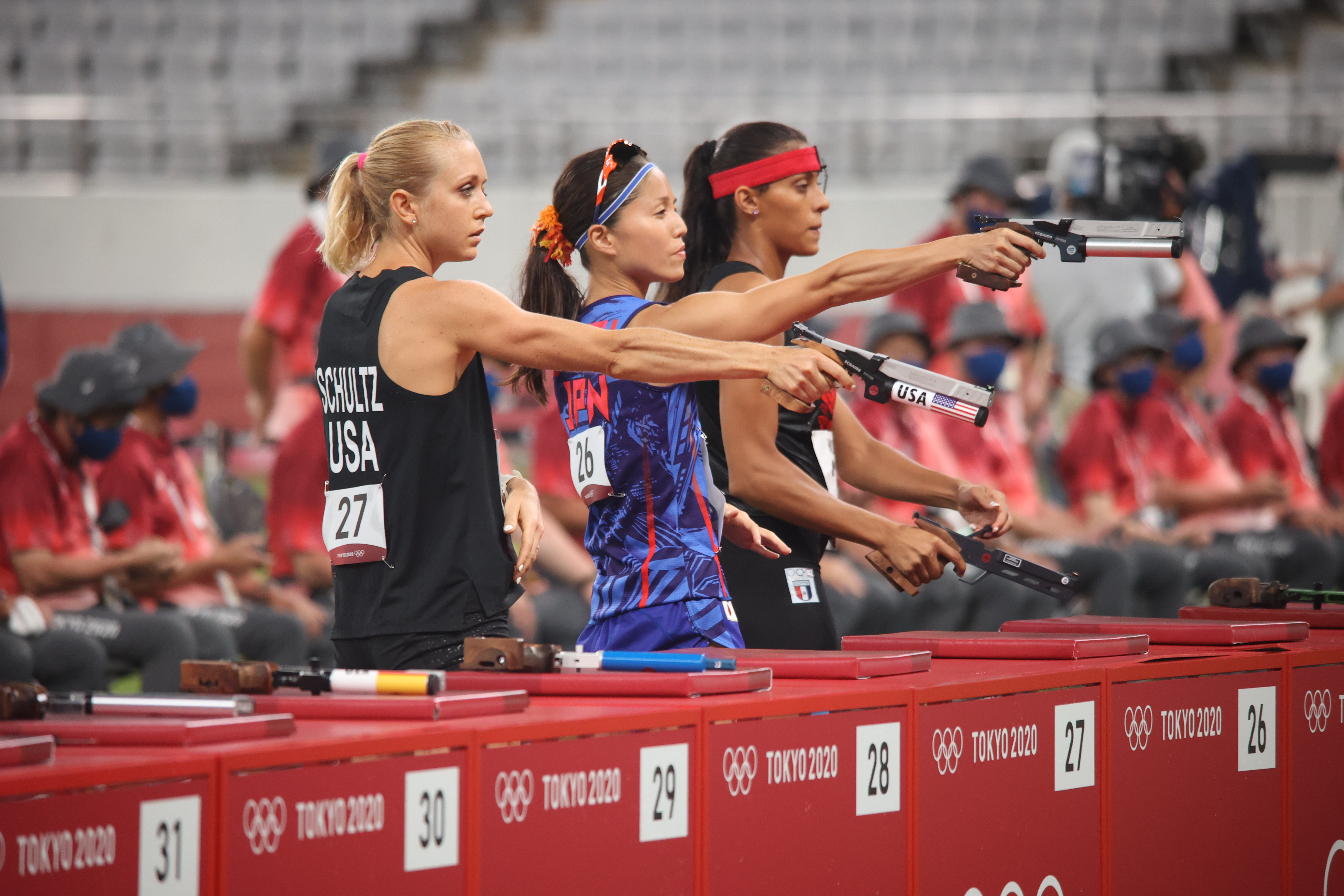
أميرة قنديل في منافسات الرماية في رياضة الخماسي الحديث.

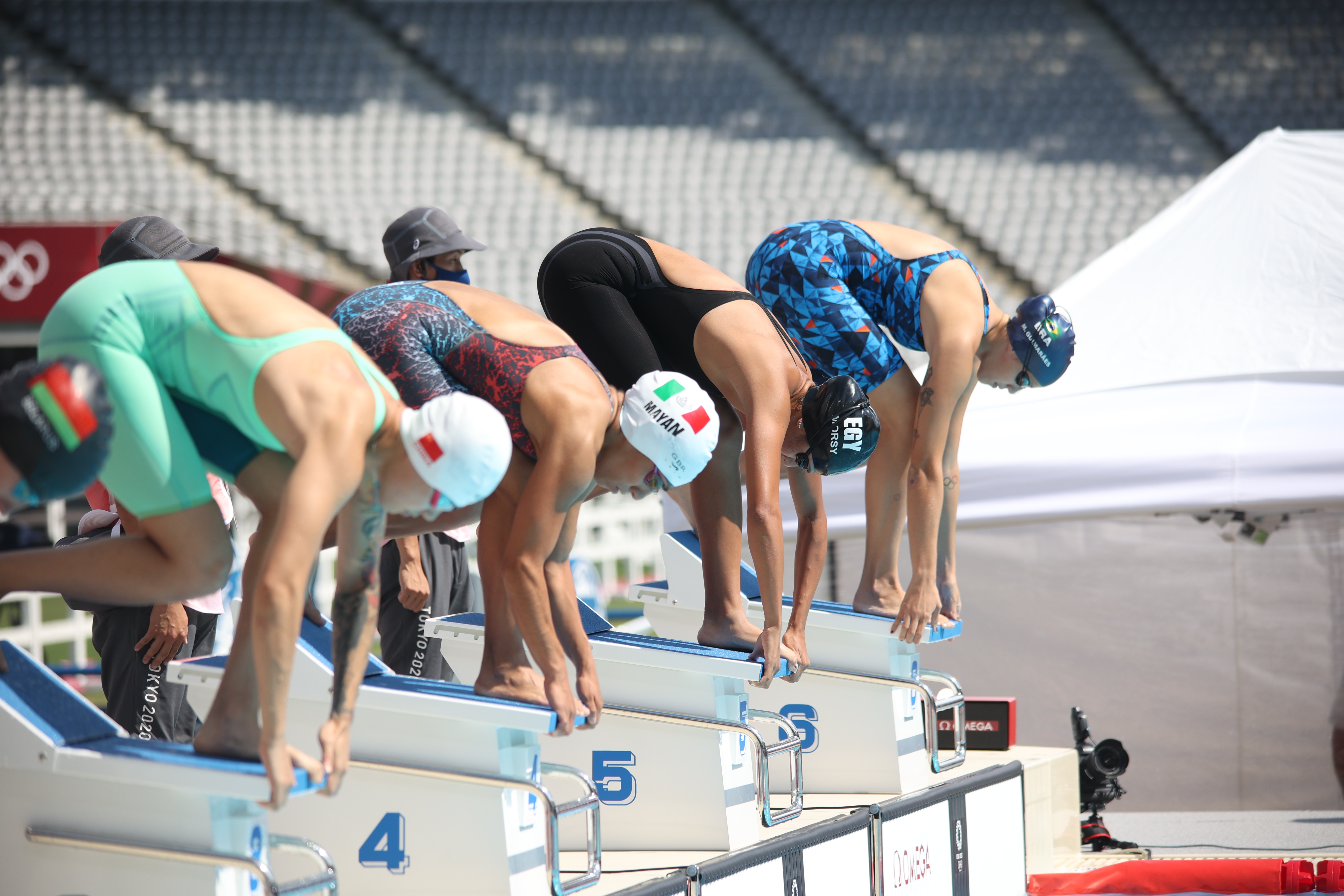
هايدي مرسي في منافسات السباحة في رياضة الخماسي الحديث.

تأهل رياضيّان ورياضيّتان من مصر للمشاركة في أحداث الخماسي الحديث. فقد تأهلت هايدي مرسي بعد فوزها ببطولة أفريقيا عام 2019 في القاهرة. وحقق أحمد الجندي الميدالية البرونزية في بطولة العالم للخماسي الحديث 2021 في القاهرة، بالإضافة لأحمد حامد وأميرة قنديل اللذان حصلّا على حق المشاركة بعد رفض المتأهلين الأساسيين للمشاركة، وتأهل أحمد وأميرة كونهما التاليين في ترتيب الاتحاد الدولي عن فئتهما.
| الرياضيّ/ة          | المبارزة (إيبيه لمسة واحدة) | المبارزة (إيبيه لمسة واحدة) | المبارزة (إيبيه لمسة واحدة) | المبارزة (إيبيه لمسة واحدة) | السباحة (200 متر حرة) | السباحة (200 متر حرة) | السباحة (200 متر حرة) | الفروسية (قفز حواجز) | الفروسية (قفز حواجز) | الفروسية (قفز حواجز) | الرماية والعدو (10 متر مسدس هواء)/(3200 م) | الرماية والعدو (10 متر مسدس هواء)/(3200 م) | الرماية والعدو (10 متر مسدس هواء)/(3200 م) | مجموع النقاط | الترتيب النهائي |
| الرياضيّ/ة          | ج. ت.                       | ج. إ.                       | الترتيب                     | النقاط                      | الوقت                 | الترتيب               | النقاط                | الأخطاء              | الترتيب              | النقاط               | الوقت                                      | الترتيب                                    | النقاط                                     | مجموع النقاط | الترتيب النهائي |
| ------------------ | --------------------------- | --------------------------- | --------------------------- | --------------------------- | --------------------- | --------------------- | --------------------- | -------------------- | -------------------- | -------------------- | ------------------------------------------ | ------------------------------------------ | ------------------------------------------ | ------------ | --------------- |
| رجال [الإنجليزية]  |                             |                             |                             |                             |                       |                       |                       |                      |                      |                      |                                            |                                            |                                            |              |                 |
| أحمد حامد          | 16–19                       | 0                           | 21                          | 196                         | 2:06.58               | 28                    | 297                   | 21                   | 19                   | 279                  | 11:25.85                                   | 20                                         | 615                                        | 1387         | 24              |
| أحمد الجندي        | 18–17                       | 1                           | 15                          | 209                         | 1:57.13               | 5                     | 316                   | 16                   | 18                   | 284                  | 10:32.47                                   | 2                                          | 668                                        | 1477         | الثاني          |
| سيدات [الإنجليزية] |                             |                             |                             |                             |                       |                       |                       |                      |                      |                      |                                            |                                            |                                            |              |                 |
| أميرة قنديل        | 18–17                       | 1                           | 21                          | 199                         | 2:15.14               | 16                    | 280                   | 50                   | 25                   | 250                  | 13:28.34                                   | 32                                         | 492                                        | 1221         | 29              |
| هايدي مرسي         | 20–15                       | 1                           | 10                          | 221                         | 2:24.35               | 33                    | 262                   | 7                    | 6                    | 293                  | 13:07.69                                   | 25                                         | 513                                        | 1289         | 19              |

## التجديف
تأهل رياضيّ واحد لتمثيل مصر في منافسات التجديف، من خلال حدث الفردي مزدوج المجداف بعد تحقيقه ذهبية التصفيات الأولمبية الأفريقية 2019 في تونس وضمان أحد المقاعد الخمسة المتأهلة منها.
| الرياضيّ          | الحدث                           | التصفيات | التصفيات | الترضية | الترضية | ربع النهائي | ربع النهائي | نصف النهائي | نصف النهائي | النهائي | النهائي |
| الرياضيّ          | الحدث                           | الوقت    | الترتيب  | الوقت   | الترتيب | الوقت       | الترتيب     | الوقت       | الترتيب     | الوقت   | الترتيب |
| ---------------- | ------------------------------- | -------- | -------- | ------- | ------- | ----------- | ----------- | ----------- | ----------- | ------- | ------- |
| رجال             |                                 |          |          |         |         |             |             |             |             |         |         |
| عبد الخالق البنا | مجداف مزدوج – فردي [الإنجليزية] | 7:03.44  | 3 ر.ن.   | –       | –       | 7:32.86     | 5 ن.ن.د     | 6:58.84     | 2 ن.ج       | 7:00.72 | 14      |

## الإبحار
| الرياضيّ/ة | الحدث            | السباق | السباق | السباق | السباق | السباق | السباق | السباق   | السباق | السباق | السباق | السباق | النقاط | الترتيب النهائي |
| الرياضيّ/ة | الحدث            | 1      | 2      | 3      | 4      | 5      | 6      | 7        | 8      | 9      | 10     | م      | النقاط | الترتيب النهائي |
| --------- | ---------------- | ------ | ------ | ------ | ------ | ------ | ------ | -------- | ------ | ------ | ------ | ------ | ------ | --------------- |
| رجال      |                  |        |        |        |        |        |        |          |        |        |        |        |        |                 |
| علي بدوي  | زورق ليزر ‏       | 32     | 33     | 31     | 34     | 33     | 30     | 31       | 33     | 33     | 27     | إ      | 283    | 34              |
| سيدات     |                  |        |        |        |        |        |        |          |        |        |        |        |        |                 |
| خلود منسي | زورق ليزر شعاعي ‏ | 36     | 39     | 43     | 42     | 43     | 36     | 45 ع. أ. | 40     | 36     | 32     | إ      | 347    | 41              |

## الرماية

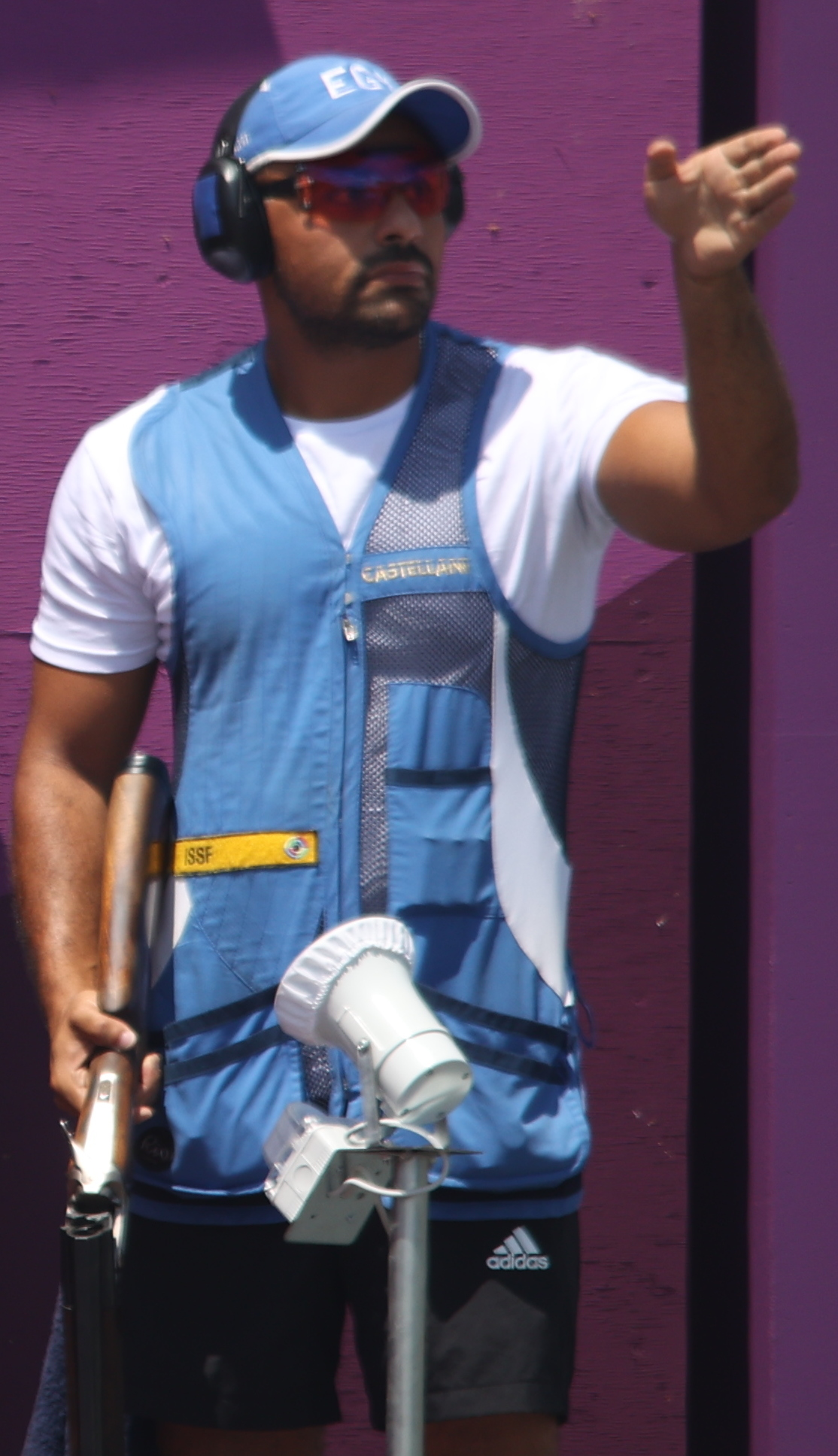
عزمي محيلبة في منافسات السكيت.

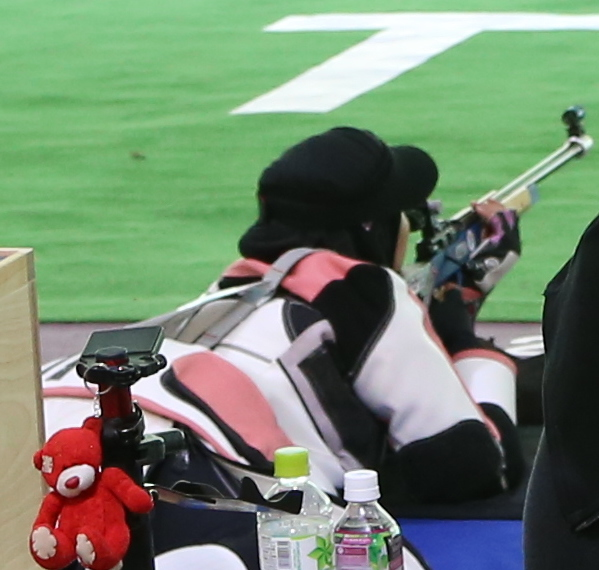
الزهراء شعبان في منافسات 50 متر بندقية 3 أوضاع.

| الرياضيّ/ة/ان                    | الحدث                                                                         | التصفيات 1 | التصفيات 1 | التصفيات 2 | التصفيات 2 | النهائي   | النهائي   |
| الرياضيّ/ة/ان                    | الحدث                                                                         | النقاط     | الترتيب    | النقاط     | الترتيب    | النقاط    | الترتيب   |
| ------------------------------- | ----------------------------------------------------------------------------- | ---------- | ---------- | ---------- | ---------- | --------- | --------- |
| رجال                            |                                                                               |            |            |            |            |           |           |
| سامي عبد الرازق                 | 10 متر مسدس هواء ‏                                                             | 567        | 31         | ل. ي.      | ل. ي.      | لم يتأهل  | لم يتأهل  |
| Osama El-Saeid                  | 10 متر بندقية هواء ‏                                                           | 618.8      | 42         | ل. ي.      | ل. ي.      | لم يتأهل  | لم يتأهل  |
| Osama El-Saeid                  | 50 متر بندقية 3 أوضاع ‏                                                        | 1139       | 38         | ل. ي.      | ل. ي.      | لم يتأهل  | لم يتأهل  |
| مصطفى حمدي                      | سكيت                                                                          | 112        | 29         | ل. ي.      | ل. ي.      | لم يتأهل  | لم يتأهل  |
| Youssef Makkar                  | 10 متر بندقية هواء ‏                                                           | 612.0      | 45         | ل. ي.      | ل. ي.      | لم يتأهل  | لم يتأهل  |
| Abdel-Aziz Mehelba              | فخ                                                                            | 121        | 16         | ل. ي.      | ل. ي.      | لم يتأهل  | لم يتأهل  |
| عزمي محيلبة                     | سكيت                                                                          | 120        | 19         | ل. ي.      | ل. ي.      | لم يتأهل  | لم يتأهل  |
| أحمد توحيد محمود بهيج زاهر ‏     | فخ                                                                            | 120        | 19         | ل. ي.      | ل. ي.      | لم يتأهل  | لم يتأهل  |
| سيدات                           |                                                                               |            |            |            |            |           |           |
| رضوى عبد اللطيف                 | الرماية في الألعاب الأولمبية الصيفية 2020 – مسدس الهواء 10 متر للسيدات        | 560        | 40         | ل. ي.      | ل. ي.      | لم تتأهل  | لم تتأهل  |
| ماجي عشماوي                     | فخ                                                                            | 113        | 22         | ل. ي.      | ل. ي.      | لم تتأهل  | لم تتأهل  |
| هالة الجوهري                    | الرماية في الألعاب الأولمبية الصيفية 2020 – مسدس الهواء 10 متر للسيدات        | 560        | 41         | ل. ي.      | ل. ي.      | لم تتأهل  | لم تتأهل  |
| الزهراء شعبان                   | الرماية في الألعاب الأولمبية الصيفية 2020 – بندقية الهواء 10 أمتار للسيدات    | 620.0      | 38         | ل. ي.      | ل. ي.      | لم تتأهل  | لم تتأهل  |
| الزهراء شعبان                   | الرماية في الألعاب الأولمبية الصيفية 2020 – بندقية 50 متر بثلاث أوضاع للسيدات | 1138-36x   | 35         | ل. ي.      | ل. ي.      | لم تتأهل  | لم تتأهل  |
| فرق مختلطة                      |                                                                               |            |            |            |            |           |           |
| الزهراء شعبانأسامة السعيد       | 10 متر بندقية هواء ‏                                                           | 617.5      | 28         | لم يتأهلا  | لم يتأهلا  | لم يتأهلا | لم يتأهلا |
| رضوى عبد اللطيف سامي عبد الرازق | 10 متر مسدس هواء ‏                                                             | 563        | 18         | لم يتأهلا  | لم يتأهلا  | لم يتأهلا | لم يتأهلا |
| ماجي عشماويعبد العزيز محيلبة    | فخ                                                                            | 138        | 15         | لم يتأهلا  | لم يتأهلا  | لم يتأهلا | لم يتأهلا |

## السباحة
حقق السبّاحون المصريون الشروط اللازمة للمشاركة في المنافسات التي تأهلوا لها، وهي سبّاحان كحد أقصى في كل حدث بشرط تحقيق الزمن الأولمبي التأهيلي (OQT):
| الرياضيّ/ة    | الحدث                      | التصفيات | التصفيات | نصف النهائي | نصف النهائي | النهائي  | النهائي  |
| الرياضيّ/ة    | الحدث                      | الوقت    | الترتيب  | الوقت       | الترتيب     | الوقت    | الترتيب  |
| ------------ | -------------------------- | -------- | -------- | ----------- | ----------- | -------- | -------- |
| رجال         |                            |          |          |             |             |          |          |
| مروان الكماش | 400 متر حرة [الإنجليزية]   | 3:46.94  | 14       | ل. ي.       | ل. ي.       | لم يتأهل | لم يتأهل |
| مروان الكماش | 800 متر حرة [الإنجليزية]   | 7:52.76  | 16       | ل. ي.       | ل. ي.       | لم يتأهل | لم يتأهل |
| مروان الكماش | 1500 متر حرة [الإنجليزية]  | لم يبدأ  | لم يبدأ  | ل. ي.       | ل. ي.       | لم يتأهل | لم يتأهل |
| علي خلف الله | 50 متر حرة [الإنجليزية]    | 22.22    | =24      | لم يتأهل    | لم يتأهل    | لم يتأهل | لم يتأهل |
| علي خلف الله | 100 متر حرة [الإنجليزية]   | 49.31    | =30      | لم يتأهل    | لم يتأهل    | لم يتأهل | لم يتأهل |
| يوسف رمضان   | 100 متر فراشة [الإنجليزية] | 51.67    | =14 ت    | 52.27       | 16          | لم يتأهل | لم يتأهل |
| سيدات        |                            |          |          |             |             |          |          |
| فريدة عثمان  | 50 متر حرة [الإنجليزية]    | 25.13    | 24       | لم تتأهل    | لم تتأهل    | لم تتأهل | لم تتأهل |
| فريدة عثمان  | 100 متر حرة [الإنجليزية]   | 55.74    | 33       | لم تتأهل    | لم تتأهل    | لم تتأهل | لم تتأهل |
| فريدة عثمان  | 100 متر فراشة [الإنجليزية] | 58.69    | 20       | لم تتأهل    | لم تتأهل    | لم تتأهل | لم تتأهل |

## تنس الطاولة
شاركت مصر بستّ رياضيين ورياضيات في منافسات تنس الطاولة. تأهل فريقي الرجال والسيدات بعد تحقيق الميدالية الذهبية في الألعاب الأفريقية 2019 في الرباط، المغرب، ما سمح بإشراك رياضيّين ورياضيّتين بحد أقصى في منافسات الفردي أيضًا. كما منحت مصر مقعدًا إضافيًا في منافسات الزوجي المختلط بعد الفوز في المباراة النهائية على نيجيريا في بطولة أفريقيا المؤهلة للأولمبياد 2020 في تونس، تونس.
| الرياضيّ/ة/الفريق                   | الحدث | الدور التمهيدي | الدور الأول                            | الدور الثاني                                | الدور الثالث                             | دور الـ16                                                                  | ربع النهائي             | نصف النهائي   | النهائي / م. ب. | النهائي / م. ب. |
| الرياضيّ/ة/الفريق                   | الحدث | الخصم النتيجة  | الخصم النتيجة                          | الخصم النتيجة                               | الخصم النتيجة                            | الخصم النتيجة                                                              | الخصم النتيجة           | الخصم النتيجة | الخصم النتيجة   | الترتيب         |
| ---------------------------------- | ----- | -------------- | -------------------------------------- | ------------------------------------------- | ---------------------------------------- | -------------------------------------------------------------------------- | ----------------------- | ------------- | --------------- | --------------- |
| رجال                               |       |                |                                        |                                             |                                          |                                                                            |                         |               |                 |                 |
| عمر عسر                            | فردي  | ل. ي.          | ل. ي.                                  | Kou (أوكرانيا) · ف 4–3                      | ماتياس فالك (السويد) · ف 4–3             | تشوانغ تشيه يوان (تايبيه الصينية) · ف 4–3                                  | ما لونغ (الصين) · خ 1–4 | لم يتأهل      | لم يتأهل        | لم يتأهل        |
| أحمد صالح                          | فردي  | ل. ي.          | ل. ي.                                  | Gionis (اليونان) · خ 1–4                    | لم يتأهل                                 | لم يتأهل                                                                   | لم يتأهل                | لم يتأهل      | لم يتأهل        | لم يتأهل        |
| خالد عسر عمر عسر أحمد صالح         | فرق   | ل. ي.          | ل. ي.                                  | ل. ي.                                       | ل. ي.                                    | الصين (CHN) · خ 0–3                                                        | لم يتأهل                | لم يتأهل      | لم يتأهل        | لم يتأهل        |
| سيدات                              |       |                |                                        |                                             |                                          |                                                                            |                         |               |                 |                 |
| يسرى حلمي                          | فردي  | –              | يوان جيانان [الإنجليزية] (فرنسا) خ 0–4 | لم يتأهل                                    | لم يتأهل                                 | لم يتأهل                                                                   | لم يتأهل                | لم يتأهل      | لم يتأهل        | لم يتأهل        |
| دينا مشرف                          | فردي  | ل. ي.          | ل. ي.                                  | ناتاليا بارتيكا [الإنجليزية] (بولندا) ف 4–2 | بريت إيرلاند [الإنجليزية] (هولندا) خ 3–4 | لم يتأهل                                                                   | لم يتأهل                | لم يتأهل      | لم يتأهل        | لم يتأهل        |
| فرح عبد العزيز يسرى حلمي دينا مشرف | فرق   | ل. ي.          | ل. ي.                                  | ل. ي.                                       | ل. ي.                                    | رومانيا (ROU) · خ 0–3                                                      | لم يتأهل                | لم يتأهل      | لم يتأهل        | لم يتأهل        |
| فرق مختلطة                         |       |                |                                        |                                             |                                          |                                                                            |                         |               |                 |                 |
| عمر عسر دينا مشرف                  | زوجي  | ل. ي.          | ل. ي.                                  | ل. ي.                                       | ل. ي.                                    | لي سانغ سو [الإنجليزية] / · جيون جي هي [الإنجليزية] (كوريا الجنوبية) خ 1–4 | لم يتأهل                | لم يتأهل      | لم يتأهل        | لم يتأهل        |

## التايكوندو
شاركت مصر في هذه الدورة بأربعة رياضيين في التايكواندو، وهم عبد الرحمن وائل الذي شارك عن فئة الرجال 68 كجم، وصاحب الميدالية البرونزية في أولمبياد الناشئين 2014 سيف عيسى عن فئة الرجال 80 كجم، ونور عبد السلام عن فئة السيدات 49 كجم بعد فوزها في نصف نهائي بطولة أفريقيا المؤهلة للأولمبياد في الرباط، وصاحبة الميدالية البرونزية في أولمبياد ريو 2016 هداية ملاك عن فئة السيدات 67 كجم.
| الرياضيّ/ة       | الحدث                | التصفيات      | دور الـ16                                    | ربع النهائي                                          | نصف النهائي | الترضية                                  | النهائي / م.ب.                          | النهائي / م.ب. |
| الرياضيّ/ة       | الحدث                | الخصم النتيجة | الخصم النتيجة                                | الخصم النتيجة                                        | الخصم النتيجة | الخصم النتيجة                            | الخصم النتيجة                           | الترتيب        |
| --------------- | -------------------- | ------------- | -------------------------------------------- | ---------------------------------------------------- | --- | ---------------------------------------- | --------------------------------------- | -------------- |
| رجال            |                      |               |                                              |                                                      | |                                          |                                         |                |
| عبد الرحمن وائل | −68 كجم [الإنجليزية] | د. ل.         | Pérez (إسبانيا) · ف 22–20                    | Husić (البوسنة والهرسك) · خ 7–8                      | لم يتأهل | لم يتأهل                                 | لم يتأهل                                | لم يتأهل       |
| سيف عيسى        | −80 كجم [الإنجليزية] | ل.ي.          | Jack Marton (أستراليا) · ف 12–1              | Simone Alessio (إيطاليا) · ف 6–5                     | [[ملف:خطأ لوا في وحدة:Country_alias على السطر 165: Invalid country alias: OCR.\|22x20px\|حدود\|alt=\|link=]] مكسيم خرامتسوف ([[خطأ لوا في وحدة:Country_alias على السطر 165: Invalid country alias: OCR. في الألعاب الأولمبية الصيفية 2020\|خطأ لوا في وحدة:Country_alias على السطر 165: Invalid country alias: OCR.]]) خ 1–13 | ل.ي.                                     | Richard Ordemann (النرويج) · ف 12–4     | الثالث         |
| سيدات           |                      |               |                                              |                                                      | |                                          |                                         |                |
| نور عبد السلام  | −49 كجم [الإنجليزية] | د. ل.         | روكيي ييلديريم (تركيا) خ 20–21               | لم تتأهل                                             | لم تتأهل | لم تتأهل                                 | لم تتأهل                                | لم تتأهل       |
| هداية ملاك      | −67 كجم [الإنجليزية] | ل.ي.          | ماغدا ويت هينين [الإنجليزية] (فرنسا) ف 11–10 | لورين ويليامز [الإنجليزية] (بريطانيا العظمى) خ 12–13 | ل.ي. | ماليا باسيكا [الإنجليزية] (تونغا) ف 19–0 | بيج ماكفيرسون (الولايات المتحدة) ف 17–6 | الثالث         |

## التنس
شاركت مصر بلاعبيّ تنس في أولمبياد طوكيو 2020 لأول مرة في تاريخها الأولمبي؛ ميار شريف ومحمد صفوت، وذلك بتحقيقهما ذهبية منافسات فردي الرجال والسيدات على الترتيب في الألعاب الأفريقية 2019 في الرباط، المغرب.
| الرياضيّ/ة | الحدث             | دور الـ64                                 | دور الـ32     | دور الـ16     | ربع النهائي   | نصف النهائي   | النهائي / م.ب. | النهائي / م.ب. |
| الرياضيّ/ة | الحدث             | الخصم النتيجة                             | الخصم النتيجة | الخصم النتيجة | الخصم النتيجة | الخصم النتيجة | الخصم النتيجة  | الترتيب        |
| --------- | ----------------- | ----------------------------------------- | ------------- | ------------- | ------------- | ------------- | -------------- | -------------- |
| رجال      |                   |                                           |               |               |               |               |                |                |
| محمد صفوت | فردي              | دانيال إلهي غالان (كولومبيا) · خ 5–7, 1–6 | لم يتأهل      | لم يتأهل      | لم يتأهل      | لم يتأهل      | لم يتأهل       | لم يتأهل       |
| سيدات     |                   |                                           |               |               |               |               |                |                |
| ميار شريف | فردي [الإنجليزية] | ريبيكا بيترسون (السويد) · خ 5–7, 6–7(1–7) | لم تتأهل      | لم تتأهل      | لم تتأهل      | لم تتأهل      | لم تتأهل       | لم تتأهل       |

## السباق الثلاثي
شاركت مصر في منافسات السباق الثلاثي لأول مرة في تاريخها الأولمبية من خلال بسملة السلاموني.
| الرياضيّة        | السباحة (1.5 كم) | ركوب الدراجات (40 كم) | العدو (10 كم) | الزمن الإجمالي | الترتيب |
| --------------- | ---------------- | --------------------- | ------------- | -------------- | ------- |
| سيدات           |                  |                       |               |                |         |
| بسملة السلاموني | 20:41            | أقصيت                 | أقصيت         | أقصيت          | أقصيت   |

## المصارعة

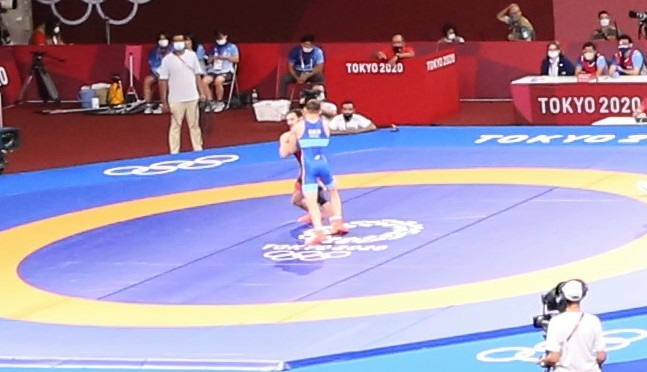
من مباراة هيثم محمود في منافسات المصارعة الرومانية –60 كجم، والتي خرج منها بعد خسارته 16–12 من لاعب اللجنة الأولمبية الروسية.

| الرياضيّ           | الحدث                 | دور الـ16 | ربع النهائي                    | نصف النهائي                      | الترضية              | النهائي / م. ب. | النهائي / م. ب. |
| الرياضيّ           | الحدث                 | الخصم النتيجة | الخصم النتيجة                  | الخصم النتيجة                    | الخصم النتيجة        | الخصم النتيجة | الترتيب         |
| حرة               | حرة                   | حرة | حرة                            | حرة                              | حرة                  | حرة | حرة             |
| ----------------- | --------------------- | --- | ------------------------------ | -------------------------------- | -------------------- | --- | --------------- |
| رجال              |                       | |                                |                                  |                      | |                 |
| عمرو رضا حسين     | −74 كجم [الإنجليزية]  | Rybicki (بولندا) · ف 6−1 | Kaisanov (كازاخستان) · خ 5−8   | لم يتأهل                         | لم يتأهل             | لم يتأهل | لم يتأهل        |
| ضياء الدين كمال   | −125 كجم [الإنجليزية] | جنو بيترياشفيلي (جورجيا) · خ 0−11 | لم يتأهل                       | لم يتأهل                         | Deng (الصين) · خ 2-7 | لم يتأهل | لم يتأهل        |
| سيدات             |                       | |                                |                                  |                      | |                 |
| إيناس مصطفى       | −68 كجم [الإنجليزية]  | آنا شيل [الإنجليزية] (ألمانيا) خ 0-7 | لم يتأهل                       | لم يتأهل                         | لم يتأهل             | لم يتأهل | لم يتأهل        |
| سمر عامر          | −76 كجم [الإنجليزية]  | [[ملف:خطأ لوا في وحدة:Country_alias على السطر 165: Invalid country alias: OCR.\|22x20px\|حدود\|alt=\|link=]] ناتاليا فوروبييفا ([[خطأ لوا في وحدة:Country_alias على السطر 165: Invalid country alias: OCR. في الألعاب الأولمبية الصيفية 2020\|خطأ لوا في وحدة:Country_alias على السطر 165: Invalid country alias: OCR.]]) خ 12-16 | لم يتأهل                       | لم يتأهل                         | لم يتأهل             | لم يتأهل | لم يتأهل        |
| رومانية يونانية   |                       | |                                |                                  |                      | |                 |
| رجال              |                       | |                                |                                  |                      | |                 |
| هيثم محمود        | −60 كجم [الإنجليزية]  | [[ملف:خطأ لوا في وحدة:Country_alias على السطر 165: Invalid country alias: OCR.\|22x20px\|حدود\|alt=\|link=]] Emelin ([[خطأ لوا في وحدة:Country_alias على السطر 165: Invalid country alias: OCR. في الألعاب الأولمبية الصيفية 2020\|خطأ لوا في وحدة:Country_alias على السطر 165: Invalid country alias: OCR.]]) خ 6-7              | لم يتأهل                       | لم يتأهل                         | لم يتأهل             | لم يتأهل | لم يتأهل        |
| محمد إبراهيم كيشو | −67 كجم [الإنجليزية]  | ريو هان سو ‏ (كوريا الجنوبية) · ف 7-6 | Aslanyan (أرمينيا) · ف 7-7VPO1 | بارفيز نسيبوف (أوكرانيا) · خ 6-7 | د. ل.                | [[ملف:خطأ لوا في وحدة:Country_alias على السطر 165: Invalid country alias: OCR.\|22x20px\|حدود\|alt=\|link=]] أرتيم سوركوف ([[خطأ لوا في وحدة:Country_alias على السطر 165: Invalid country alias: OCR. في الألعاب الأولمبية الصيفية 2020\|خطأ لوا في وحدة:Country_alias على السطر 165: Invalid country alias: OCR.]]) ف 1-1VPO1 | الثالث          |
| محمد متولي        | −87 كجم [الإنجليزية]  | Maskevich (بيلاروس) · ف 9-1 | Gregorich (كوبا) · ف 4-0       | Lorincz (المجر) · خ 2-9          | د. ل.                | Kudla (ألمانيا) · خ 1-8 | 5               |
| عبد اللطيف محمد   | −130 كجم [الإنجليزية] | [[ملف:خطأ لوا في وحدة:Country_alias على السطر 165: Invalid country alias: OCR.\|22x20px\|حدود\|alt=\|link=]] Semenov ([[خطأ لوا في وحدة:Country_alias على السطر 165: Invalid country alias: OCR. في الألعاب الأولمبية الصيفية 2020\|خطأ لوا في وحدة:Country_alias على السطر 165: Invalid country alias: OCR.]]) خ 1-3             | لم يتأهل                       | لم يتأهل                         | لم يتأهل             | لم يتأهل | لم يتأهل        |